# Gasteruption jaculator
Gasteruption jaculator – gatunek błonkówki z rodziny zadziorkowatych i podrodziny Gasteruptiinae.
Gatunek opisany w 1758 roku przez Karol Linneusza jako Ichneumon jaculator.

## Opis
Głowa o czole gęsto rzeźbionym. Żeberko potyliczne silnie blaszkowate i nieco od tylnego przyoczka krótsze, a głowa przed nim płaska. Bardzo delikatnie ponakłuwane ciemię jest raczej matowe. Śródtarczka z przodu grubo punktowana i pomarszczona, na bocznych płatach pomarszczona, a na środkowym nie. Odnóża tylne o raczej nabrzmiałych goleniach z wyraźną; zarówno one jak nasadowy człon stóp białawo-żółtawe w pobliżu nasady. Osłonki pokładełka samicy od 1,5 do 3 razy tak długie jak nasadowe człony tylnych stóp; na wierzchołku opatrzone białą lub białawo-żółtawą opaską.

## Rozprzestrzenienie

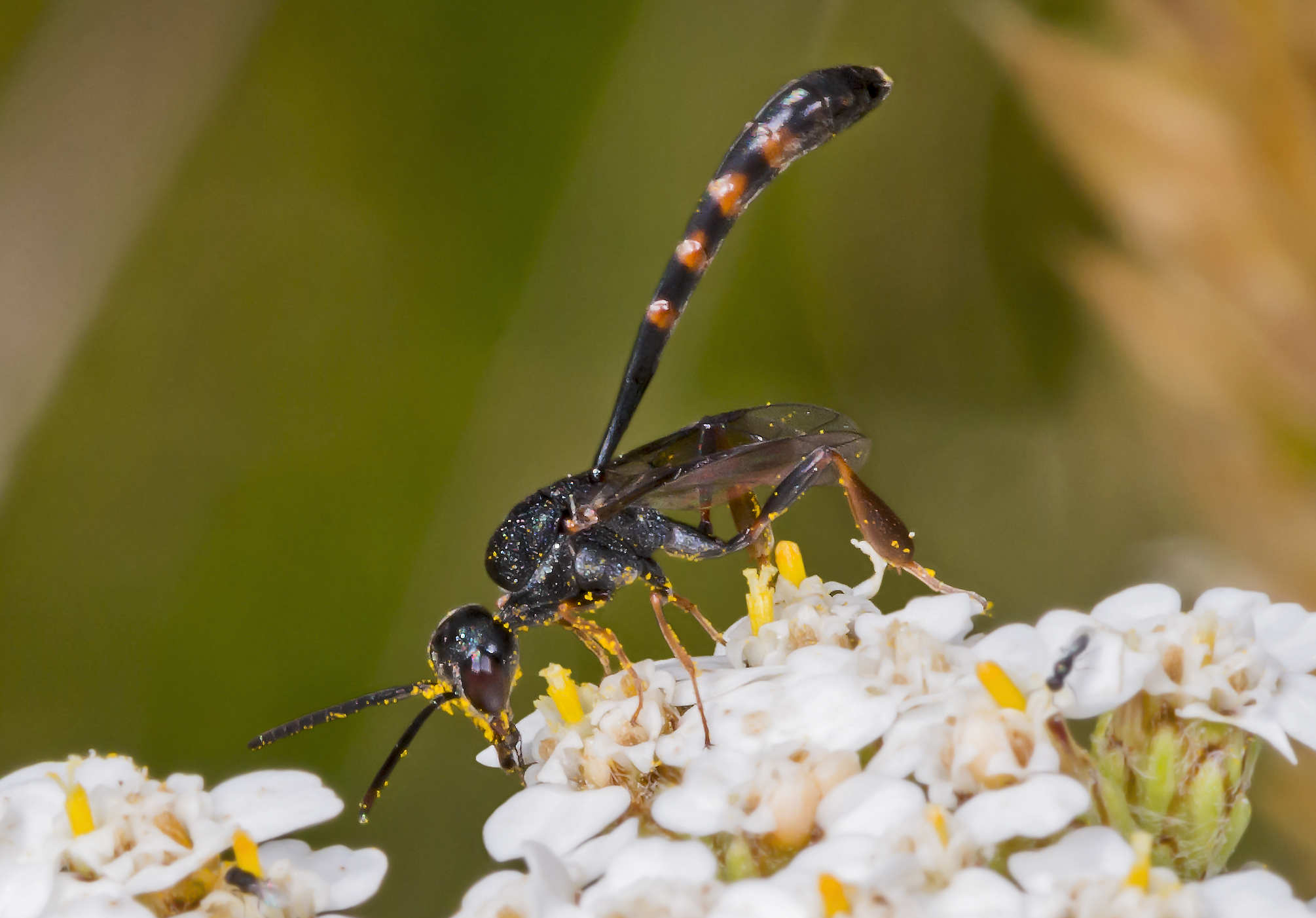
Gasteruption Jaculator-widok od boku

W Europie wykazany został z Austrii, Belgii, Bułgarii, Chorwacji, Czech, Dodekanezu, Finlandii, Francji, Grecji, Hiszpanii, Korsyki, Niemiec, Polski, Rumunii, Rosji, Sardynii, Słowacji, Sycylii, Szwecji, Szwajcarii, Węgier, Wielkiej Brytanii i Włoch. Ponadto znany z Turcji, Iranu i Afryki Północnej.